# Linlithgow
Linlithgow ([lɪnˈlɪθɡoʊ]; schottisch-gälisch: Gleann Iucha, Scots Lithgae) ist die ehemalige Hauptstadt der nach ihr benannten traditionellen schottischen Grafschaft Linlithgowshire, die im Wesentlichen deckungsgleich mit der heutigen Council Area West Lothian ist. Die Stadt zählt 16.470 Einwohner.

## Linlithgow als Residenz schottischer Könige
Linlithgow gilt als das Versailles der Könige Schottlands aufgrund von Linlithgow Palace, einem Schloss, in dem Maria Stuart geboren wurde, deren Statue 2015 enthüllt wurde. Es liegt im Innern der Grafschaft an einem kleinen See und hat ein 1618 erbautes Stadthaus.
Literarisch bekannt ist Linlithgow durch Friedrich Schillers Drama Maria Stuart und Theodor Fontanes Ballade Archibald Douglas:

„Denk lieber zurück an Linlithgow, an den See und den Vogelherd, wo ich dich fischen und jagen froh und schwimmen und springen gelehrt.“

## Sehenswürdigkeiten
- Linlithgow Palace
- St. Michael’s Church
- Beecraigs Country Park
- Cairnpapple Hill

Linlithgow ist außerdem der fiktive zukünftige Geburtsort des aus Star Trek bekannten Scotty. Für Scotty soll in der Stadt ein Denkmal errichtet werden.

## Geschichte
Im Jahr 1881 hatte Linlithgow 3913 Einwohner.

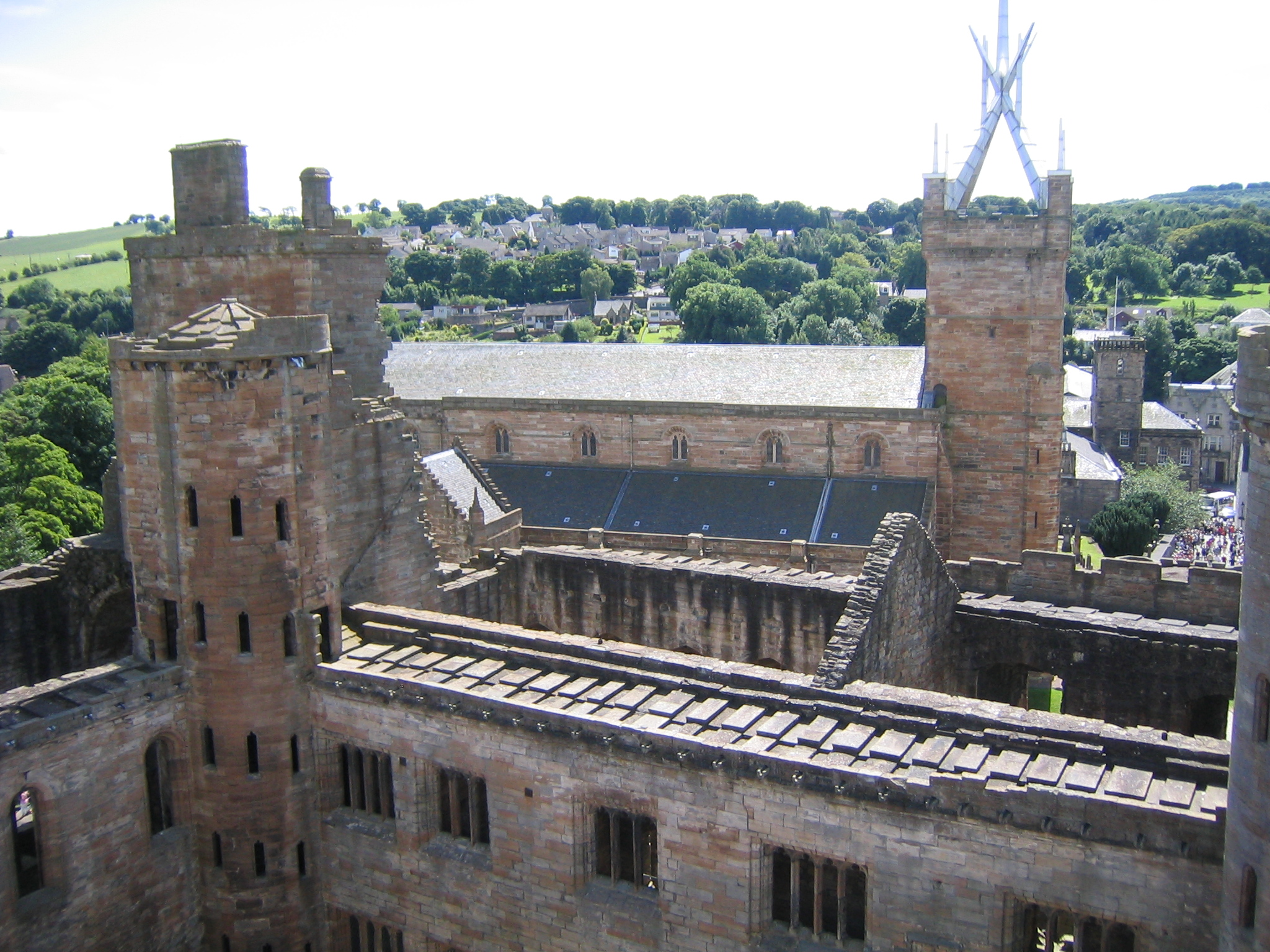
Der Linlithgow Palace und die St Michael’s Church
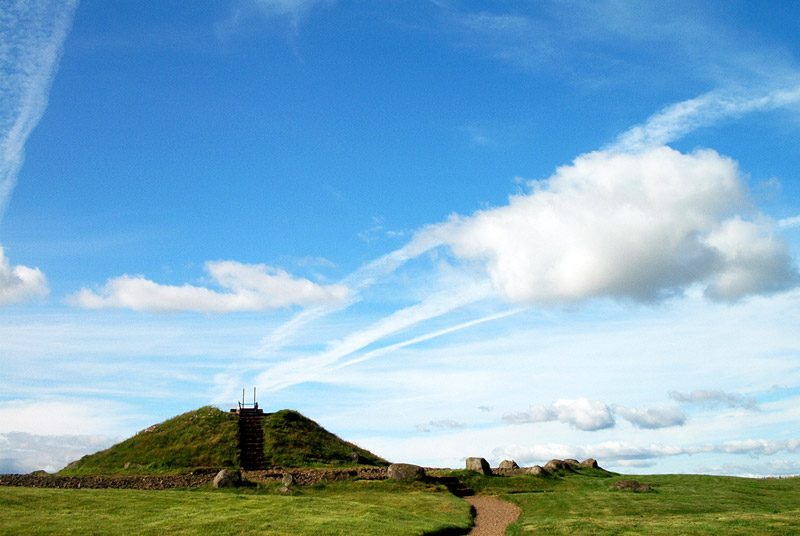
Kammergrab auf dem Cairnpapple Hill
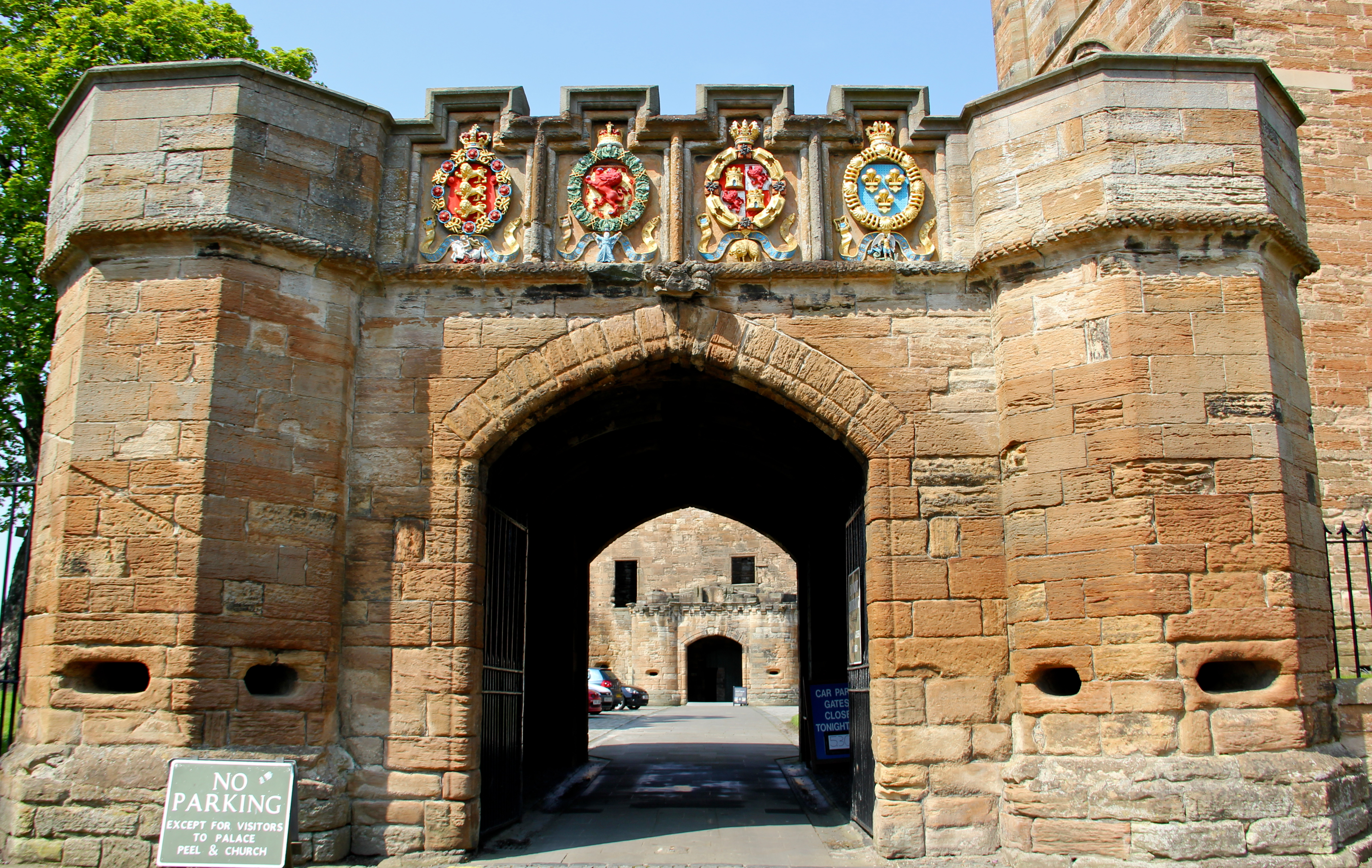
Eingangstor des Linlithgow Palace

## Söhne und Töchter der Stadt
- Patrick Hamilton (um 1504–1528), Theologe
- Jakob V. (1512–1542), König von Schottland
- Maria Stuart (1542–1587), Königin von Schottland
- George Allan (1875–1899), Fußballspieler
- Donald Ford (* 1944), Fußballspieler
- Alex Salmond (1954–2024), Politiker der Scottish National Party, 2007–2014 Erster Minister von Schottland
- Colin Fleming (* 1984), Tennisspieler
- Cameron Mason (* 2000), Radrennfahrer